# Aéroport de Phoenix-Mesa-Gateway
Pour les articles homonymes, voir Aéroport de Phoenix, Aéroport de Mesa et Gateway.
L'aéroport de Phoenix-Mesa-Gateway (en anglais : Phoenix–Mesa Gateway Airport), souvent abrégé Mesa Gateway ou simplement Gateway (code IATA : AZA • code OACI : KIWA), est un aéroport américain situé à Mesa, dans la banlieue de Phoenix, en Arizona. Base aérienne de la United States Air Force (USAF) jusqu'en 1993, le site s'ouvre au trafic commercial en tant qu'aéroport Williams Gateway l'année suivante. Il prend son nom actuel en 2008. 

## Histoire

### Usage militaire

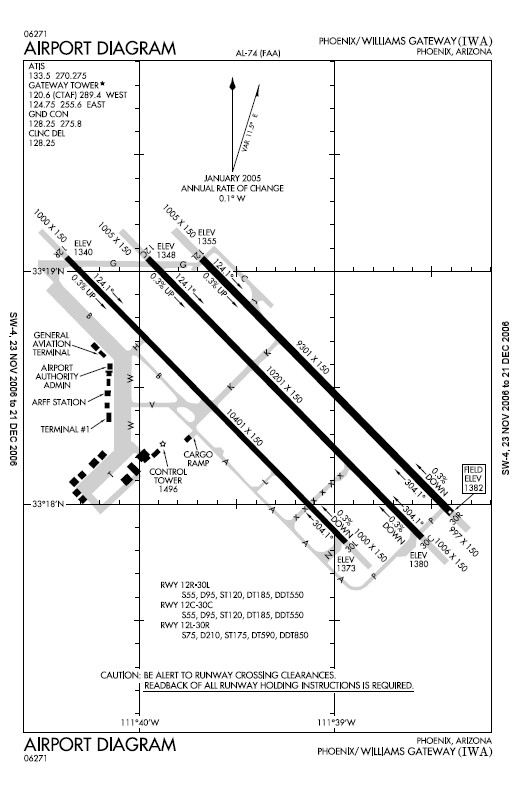
Schéma de l'aéroport et ses trois pistes parallèles.

Inaugurée en 1941 sous le nom d'aéroport militaire de Mesa pour l'entraînement de l'Army Air Corps, la base devient Higley Field la même année puis Williams Field en 1942 en hommage à Charles Linton Williams. En 1948, l'armée fait acquisition du site en vue de l'ouverture de la base aérienne de Williams (Williams Air Base) pour l'entraînement des pilotes.

### Usage civil
L'aéroport civil ouvre en 1994 afin de décongestionner l'aéroport international Sky Harbor. Propriété de la ville de Mesa, il est géré par la Phoenix Mesa Gateway Airport Authority. Gateway est notamment utilisé par la compagnie aérienne Allegiant Air. En 2012, l'aéroport enregistre 1 377 205 passagers, soit une augmentation de 44 % par rapport à l'année précédente.

## Situation
L'aéroport est situé à 32 kilomètres au sud-ouest de Downtown Phoenix, à proximité immédiate du campus polytechnique de l'université d'État de l'Arizona (Arizona State University Polytechnic Campus, ASUPC).